# محمد حسين معمار
محمد حسين معمار (بالفارسية: محمدحسین معمار) هو لاعب كرة قدم إيراني في مركز الدفاع، ولد في 6 يناير 1972 في إيران. لعب مع نادي بهمن كرج ونادي بيكان ونادي سايبا ونادي كهر دورود لرستان.